# 多达那波
多达那波，《蒙古源流》作道尔达达尔罕。蒙古帝国将领。
1239年，奉窝阔台之子闊端的命令，从凉州（今甘肃省武威市）率蒙古军进入吐蕃。在吐蕃北部，派人烧毁1056年兴建的热振寺和1012年兴建的杰拉康寺，法师赛敦等五百多僧众被杀。1240年，蒙古撤军，返回河西陇右。多达那波建议阔端选用吐蕃宗教首领协助蒙古统治，详尽介绍吐蕃诸派情况，说吐蕃噶当派的寺庙最多，达垅派首领最顾情面，荣誉德望以止贡派京俄大师为尊，佛法以萨迦派班智达为精。阔端最后选中萨迦·班智达。1244年，阔端命多达那波与杰门再次领兵进吐蕃，携带阔端致萨迦·班智达信函和礼物，召萨迦·班智达赴凉州，商议吐蕃归顺蒙古事宜。